# Harpfnerwandtunnel
Der Harpfnerwandtunnel ist ein einspuriger Straßentunnel zwischen den Ortschaften Mayrhofen und Ginzling im Zillertal. Er dient als schnelle Verbindung zwischen den Ortschaften, die auch über eine Schluchtstrecke der Zillertalstraße erreicht werden können. Vor den Tunnelportalen wird mittels einer Ampelanlage die Durchfahrt geregelt. Der Höhenunterschied zwischen den Portalen beträgt rund 190 m, was einer mittleren Steigung von 7,3 % entspricht.

## Geschichte
Im Juli 1965 erfolgte der Anschlag des 2590 m langen Harpfnerwandtunnels, durch den die gefährliche, für Schwertransporte ungeeignete, enge Dornauberg-Schlucht umfahren werden kann. Durch diese Umfahrung wurde die Zufahrt zur Baustelle des Speichers Schlegeis ermöglicht.
2011 wurde der zweispurige und wintersichere Ausbau der parallel verlaufenden Schluchtstrecke als B 169 fertiggestellt, wodurch der Tunnel an Bedeutung verloren hat und sogar seine Sperrung befürchtet wurde.
Seit Mai 2019 ist der Tunnel wegen Modernisierung zur Erhöhung des Sicherheitsstandards für den öffentlichen Verkehr gesperrt, der Werks- und Baustellenverkehr der Verbund AG wird jedoch auch während dieser Zeit durch den Tunnel geführt. Nach Abschluss der Sanierungsarbeiten, die vom Land Tirol und der Verbund AG finanziert werden, wird der Tunnel wieder für den öffentlichen Verkehr – ausgenommen Schwerverkehr – offen sein.
AB 4. März 2021 war der Tunnel außerplanmäßig als Umleitungsstrecke wieder für den öffentlichen Verkehr in Nutzung (einspurige Verkehrsführung wie üblich mit Ampelregelung), da aufgrund eines Felssturzes vom 3. März 2021 die Schluchtstrecke (B 169) für längere Zeit nicht mehr befahrbar war – die Fahrbahn ist samt Unterbau und Lehnenbrücke unterhalb der Zemmbachbrücke zwischen Hochsteg und Ginzling erheblich zerstört worden. Die Schluchtstrecke wurde nach mehrwöchiger Sanierung bis Ende Mai 2021 wieder für den Verkehr frei gegeben, der Tunnel wurde sodann für den öffentlichen Verkehr wieder gesperrt.
Eine Wiederinbetriebnahme des Tunnels erfolgt nach Sanierung voraussichtlich im Jahr 2025.